# Trust Me (Craig David)
Trust Me è il quarto album del cantante inglese Craig David, pubblicato nel 2007 per la Warner. L'album ha debuttato nella classifica inglese alla posizione numero 18.
Il primo singolo pubblicato, Hot Stuff (Let's Dance) contiene un campionamento di "Let's Dance" di David Bowie.
L'album è stato registrato all'Avana, Cuba con il produttore Martin Terefe (lo stesso di KT Tunstall) e il compositore/produttore Fraser T. Smith (Kano, Beyoncé, Plan B, Jamelia).
Il secondo singolo, 6 of 1 Thing è programmato per essere pubblicato il 18 febbraio 2008.

## Tracce
1. Hot Stuff (Let's Dance) - 3:42
2. 6 of 1 Thing - 3:47
3. Friday Night - 3:33
4. Awkward (featuring Rita Ora) - 3:37
5. Just a Reminder - 3:49
6. Officially Yours - 3:55
7. Kinda Girl for Me - 3:47
8. She's on Fire - 5:04
9. Don't Play with our Love - 3:59
10. Top of The Hill - 3:54
11. This is the Girl (featuring Kano) - 4:10

## Classifiche
| Paese             | Posizione più alta |
| ----------------- | ------------------ |
| Belgio (Fiandre)  | 49                 |
| Belgio (Vallonia) | 39                 |
| Francia           | 18                 |
| Germania          | 62                 |
| Italia            | 19                 |
| Paesi Bassi       | 37                 |
| Regno Unito       | 18                 |
| Spagna            | 28                 |
| Svezia            | 53                 |
| Svizzera          | 16                 |